# Taille (anthropométrie)
Pour les articles homonymes, voir taille.
« Stature » redirige ici.  Pour le personnage de Marvel Comics surnommé Stature, voir Cassandra Lang.
 (avril 2024).

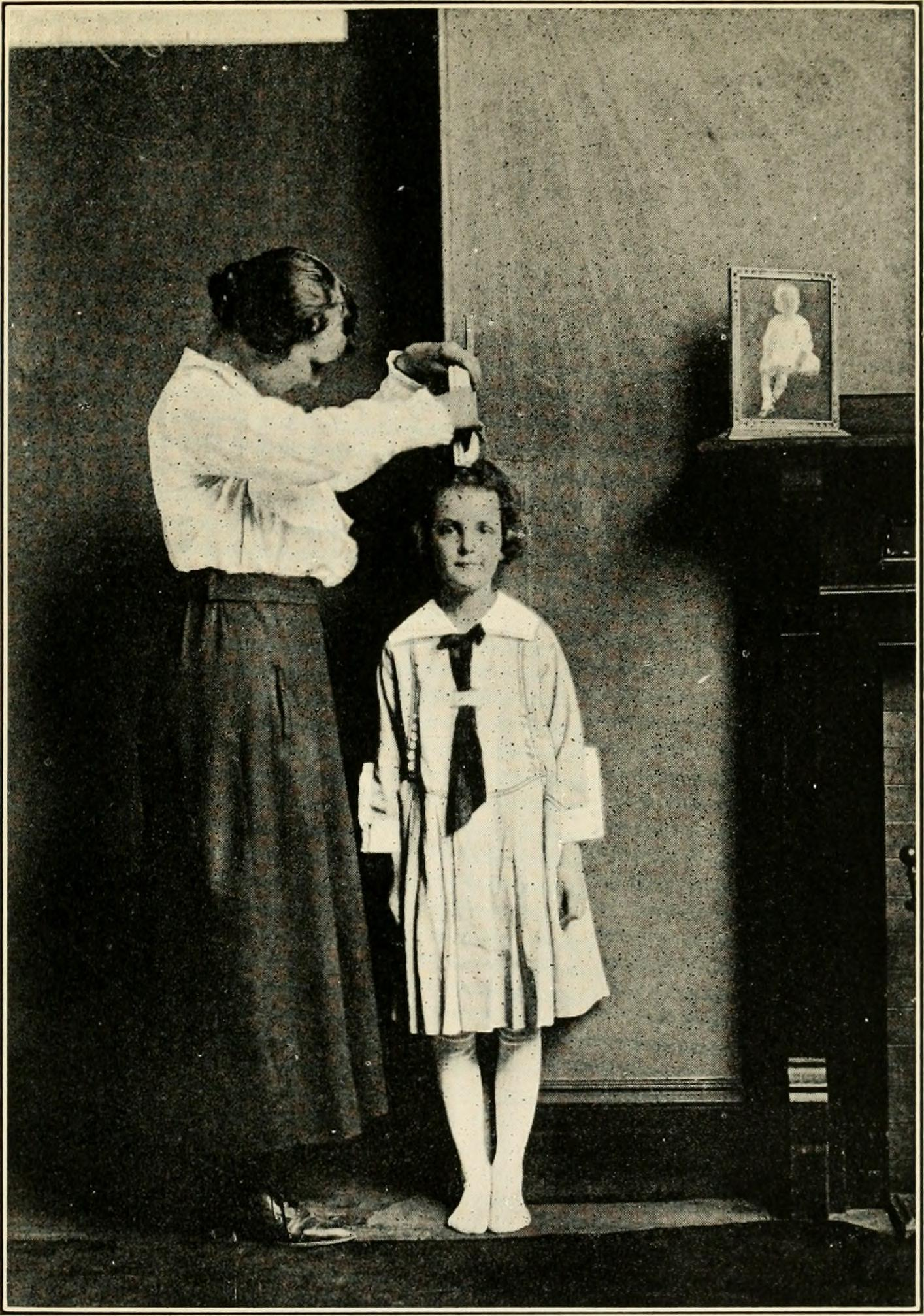
Mesure de la taille d'une fillette dans les années 1920.

La taille ou stature est, en anthropométrie, la hauteur d'un être humain. Elle se mesure généralement au centimètre près avec le Système international d'unités et au demi pouce près avec le Système impérial. Bien souvent, si on la compare aux autres données anthropométriques, la taille varie peu entre les individus ; une taille exceptionnelle (écart par rapport à la moyenne autour de 20 %) est due à du gigantisme ou du nanisme. La taille est déterminée par l'interaction des gènes et de l'environnement. La taille définitive de l'adulte peut être atteinte à un moment quelconque entre le début de la dizaine d'années et le début de la vingtaine, mais le plus souvent vers quinze ans pour les filles, vers le début de la vingtaine pour les garçons.

## Évolution historique de la taille humaine

Évolution de la taille des populations de Méditerranée orientale depuis le Paléolithique supérieur.

Les Hommes du Néolithique connaissent une diminution croissante de leur taille de plus de 10 cm (8 cm en Asie, 6 cm en Mésoamérique), phénomène lié en partie aux changements génétiques lorsqu'ils se sont adaptés au réchauffement climatique, mais aussi à leur alimentation : graines des céréales cultivées riches en acide phytique déminéralisant, baisse de l'apport protidique animal (liée à la diminution de la chasse au gros gibier et la consommation d'animaux d'élevage plus gras), agressions nutritionnelles (disettes et famines, conséquences des aléas climatiques sur les monocultures et des divers conflits), plus grande exposition aux épidémies (favorisées par la sédentarisation et les carences protéiques),. Ainsi, les fossiles européens du Paléolithique supérieur montrent des hommes grands et fins (taille moyenne de 179 cm, poids corporel moyen de 67 kg), tandis que les femmes sont comparativement petites et robustes (taille moyenne de 158 cm, poids corporel moyen de 54 kg). Les hommes du Néolithique passent à une taille moyenne de 166 cm et un poids corporel moyen de 62 kg, les femmes à respectivement 150 cm et 49 kg. Néanmoins on constate une taille moyenne similaire entre les fossiles du Mésolithique et du Néolithique en Europe, ce qui semble nuancer le rôle du régime alimentaire dans la taille.
La taille du corps des hommes européens est restée comprise, en moyenne, entre 165 à 170 cm jusque dans les années 1850, et a connu pendant des siècles des hausses et baisses légères en fonction du climat affectant les récoltes (par exemple, diminution de plusieurs centimètres lors du Petit Âge glaciaire). Conséquence des faits économiques et sociaux de la révolution industrielle, cette taille connaît depuis une augmentation inexorable dans les pays développés. Mais ce n'est pas avant le milieu du XXe siècle que les Européens retrouvent la stature des hommes du Paléolithique. De 1870 à 1970, la taille moyenne des Européens de l'Ouest a augmenté de 11 cm, ce qui représente près d'1 cm par décennie.

### Évolution de la différence de taille entre femmes et hommes

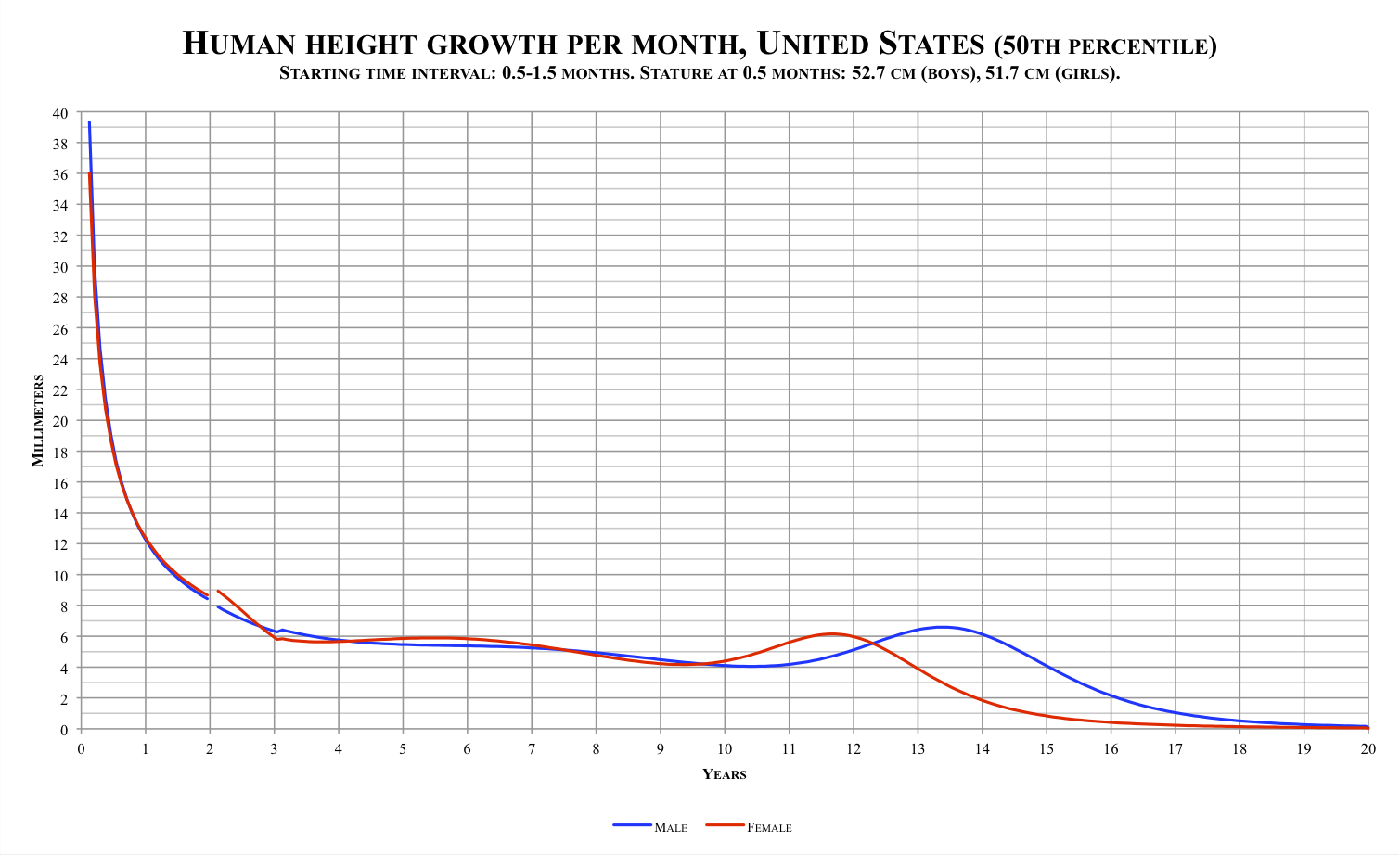
Courbes de croissance des garçons et filles médians de 0 à 20 ans aux États-Unis en 2013.

Les chercheurs ont émis de nombreuses théories pour expliquer le dimorphisme sexuel (différence de taille entre femmes et hommes) qui est bien accentué à partir du Néolithique mais est loin d'être avéré au Paléolithique. Parmi ces hypothèses : sélection sexuelle (via le choix des femelles ou la compétition entre mâles : une étude de la natalité britannique au cours du XXe siècle a trouvé une tendance à avoir plus d'enfants chez les femmes plus petites que la moyenne que chez les plus grandes, et chez les hommes grands par rapport aux plus petits.) ; division du travail de la quête alimentaire (les hommes chassent et recherchent de la nourriture à distance, les femmes cueillent près de l'habitat), hypothèse n'est pas confirmée par les données portant sur les populations contemporaines ; principe de Bateman[réf. nécessaire] ; restrictions alimentaires imposées aux femmes. Cette dernière hypothèse fait l'objet d'une controverse. La puberté se traduit d'abord par une accélération de la croissance, puis par son arrêt. Elle est plus précoce chez les filles que chez les garçons, ce qui se traduit finalement par un accroissement des différences de taille entre hommes et femmes : initialement d'environ 1 cm à la naissance et pendant l'enfance, elle s'inverse temporairement puis se retrouve et atteint plus de 10 cm à vingt ans.

## Facteurs qui déterminent la croissance et la taille

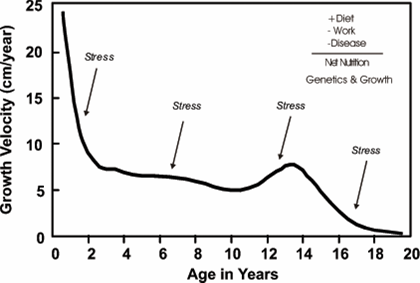
Un exemple de courbe de croissance humaine sous des conditions optimales (d'après Richard Steckel).

L'étude du développement humain est appelé auxologie. La croissance et la taille ont longtemps été reconnues comme un baromètre de la santé et du bien-être des individus, désormais utilisé pour l'établissement du diagramme de croissance.
Les Américains sont passés de la 3e à la 37e place des plus grands habitants de la planète entre 1914 et 2016, ce qui serait dû à l'accroissement des inégalités et de la dégradation de l'alimentation. Le chercheur Seth Stephens-Davidowitz explique que « les enfants pauvres de l'Amérique contemporaine ont une nutrition bien au-dessous des seuils minimaux, ce qui affecte forcément leur croissance. Ils affichent des taux de mortalité infantile supérieurs et de plus bas poids moyens à la naissance. Les études récentes ont montré que la pauvreté dans l'Amérique contemporaine affectait également la taille de ses habitants. »

## Le processus de la croissance
Dans le processus de la croissance, l'hormone de croissance est la plus importante, en cas de retard il existe un traitement grâce à des injections dès le plus jeune âge mais n'augmente pas la taille finale, en moyenne le gain observé va de 5 à 10 centimètres selon le sexe et le potentiel génétique

## Rôle de la stature individuelle
La taille, de même que la corpulence, joue un rôle important dans le développement de la personnalité des individus.
On peut observer l'influence de la taille des personnes dans les relations sociales et dans les comportements individuels. Les personnes de taille inférieure ou supérieure à la moyenne peuvent souffrir d'un complexe psychologique.
La taille peut aussi avoir une influence importante dans les activités sportives. Dans des sports comme le basket-ball ou le volley-ball, une très grande taille peut présenter des avantages non négligeables alors que dans des sports comme l'équitation ou la gymnastique, une plus petite taille est préférable.

## Variations de la taille humaine

Un homme et une femme sur la plaque de Pioneer, embarquée à bord de sondes spatiales dans les années 1970 à l'intention d'une intelligence extraterrestre. Une cote indique la taille de la femme (168 cm).

Comparaison de la stature d'un Européen et d'un Pygmée.

La taille de l'Homme varie selon son âge, son origine ethnique, son alimentation, son milieu social, etc.

## Évolution de la taille moyenne
Du Ier au XVIIIe siècle, la taille moyenne des hommes oscillait autour de 1,70 m. Ce n'est que durant ces deux derniers siècles qu'il y eut une forte augmentation de la stature. Cela s'explique principalement par les progrès de la médecine et dans le domaine de l'alimentation (nourriture plus abondante et plus variée).
En France, en 2006, la taille moyenne était de 175,6 cm pour les hommes et de 162,5 cm pour les femmes, contre respectivement 164,6 cm et 154,5 cm en 1906. Au début des années 2020, elle serait, selon différentes études de 176,6 cm le plus souvent arrondie à 1,77 m. Cependant, si l'on isole la population de moins de 30 ans, la taille moyenne frôlerait 1,80 m soit 179,7 cm,,,,,,,,pour les hommes (génération née en 1996). Enfin, elle serait de 163,9 cm pour les femmes tout âge confondu et de 164,88 cm pour les femmes de moins de 30 ans.
Cette évolution a connu une forte accélération entre 1960 et 1990 : 5 cm gagnés en trente ans[réf. nécessaire].
La taille moyenne des Néerlandais a grimpé de 21 cm en 150 ans. Alors qu'ils étaient, en 1858, le plus petit peuple d'Europe avec 1,63 m de moyenne chez les hommes, leur taille moyenne est en 2009 de 1,84 m pour les hommes et de 1,71 m pour les femmes. Ils sont ainsi aujourd'hui le peuple le plus grand du monde,. Les Néerlandais rétrécissent ces dernières années, cette tendance étant expliquée par l'augmentation de l'immigration avec des nouveaux groupes de population plus petits, ainsi que les enfants nés de ces populations. Mais, l'immigration ne serait pas l'unique raison de ce rétrécissement. Une tendance similaire aux États-Unis suggère que le régime alimentaire malsain sur le plan diététique pourrait également être un facteur. Cependant, selon une nouvelle étude Internationale réalisée en 2020 regroupant des données de milliers d'études, la taille moyenne des Néerlandais de 18 à 25 ans serait toujours de 1,84 m pour les hommes et 1,70 m pour les femmes. Il s'agirait donc davantage d'un processus de stagnation ou stabilisation de la taille moyenne.
Selon une étude publiée en 2013, les hommes européens nés en 1980 mesureraient à l'âge de 21 ans en moyenne 1,78 m, ce qui représente un gain de 11 cm en 110 ans,. La même étude explique cette augmentation principalement par les progrès de la médecine, en particulier le développement des vaccins et des premiers soins à la naissance qui  ont provoqué une chute massive de la mortalité infantile. Les courbes des deux variables suivant  la même trajectoire la stature humaine a augmenté proportionnellement à la chute du nombre de morts à la naissance. Loin devant tous les autres facteurs comme l'alimentation. Ceci expliquant pourquoi la stature a considérablement augmenté également pendant et après les deux guerres mondiales malgré des conditions de vies dégradées.
La taille moyenne des femmes européennes de 20 ans est de 1,65 m[réf. nécessaire].
Le tableau ci-dessous liste la taille moyenne probable des habitants de différents pays occidentaux,
| Pays               | Hommes (cm)             | Femmes (cm)             | Âge                                                               |
| ------------------ | ----------------------- | ----------------------- | ----------------------------------------------------------------- |
| Allemagne          | 180,3                   | 166,2                   | 19 ans (2019)                                                     |
| Angleterre         | 178,5                   | 164,4                   | 21 ans (2020)                                                     |
| Australie          | 179.2                   | 165.9                   | 18 ans (2017)                                                     |
| Bosnie-Herzégovine | 182,0                   | 167,0                   | 18-25 ans (2019)                                                  |
| Canada, Québec     | 178,7 175,4 177,5       | 164,7 161,8 164,0       | 19 ans (2019) 20 ans et + (2005) 20 - 29 ans (2005)               |
| Belgique           | 176,6 180,6 176,8 181.7 | 164,6 166,7 163,1 165.5 | 18 - 65 ans (2005) 20 ans (2004) 18 ans et + (2018) 18 ans (2017) |
| Croatie            | 180,8                   | 166,8                   | 19 ans (2019)                                                     |
| Danemark           | 181,9                   | 169,5                   | 19 ans (2019)                                                     |
| Estonie            | 182,0                   | 168,0                   | 18-25 ans (2019)                                                  |
| Espagne            | 176,1                   | 162,0                   | 19 ans (2019)                                                     |
| États-Unis         | 175,4 176,1             | 161,7 162,7             | 20 ans et + (2015-2016) 20 - 39 ans                               |
| États-Unis         | 177                     | 163,3                   | 19 ans (2019)                                                     |
| France             | 174,4 177,8 179,7       | 161,7 164,2 164.9       | 18 - 74 ans (2006-2007) 18 - 29 ans 18 ans (2017)                 |
| France             | 175,6                   | 162,5                   | 18 - 70 ans (2003-2005)                                           |
| Finlande           | 180,6                   | 166,5                   | 19 ans (2019)                                                     |
| Grèce              | 179,3                   | 165,8                   | 19 ans (2019)                                                     |
| Irlande            | 179,0                   | 164,0                   | 18-25 ans (2019)                                                  |
| Islande            | 182,1 180,9             | 168,9 167,6             | 19 ans (2019) 20-29 ans (2020)                                    |
| Italie             | 177.8                   | 164.6                   | 18 ans (2017)                                                     |
| Japon              | 170,8                   | 158,3                   | 21 ans (2017)                                                     |
| Lettonie           | 180,0                   | 168,0                   | 18-25 ans (2019)                                                  |
| Lituanie           | 180,0                   | 167,0                   | 18-25 ans (2019)                                                  |
| Luxembourg         | 178,5                   | 165,1                   | 19 ans (2019)                                                     |
| Portugal           | 174,4 170,7             | 161,2 160,5             | 19 ans (2019) 18-65 ans                                           |
| Pays-Bas           | 184,0                   | 170,0                   | 18-25 ans (2019)                                                  |
| Pays-Bas           | 183,8                   | 170,7                   | 21 ans (2010)                                                     |
| Pays-Bas           | 181,1 182,8             | 167,5 168,8             | 20 ans et + (2021) 20 - 30 ans                                    |
| Monténégro         | 183,3                   | 170,0                   | 19 ans (2019)                                                     |
| Nouvelle-Zélande   | 177,7                   | 164,7                   | 19 ans (2019)                                                     |
| Norvège            | 180,5                   | 166,4                   | 19 ans (2019)                                                     |
| Pologne            | 180,0                   | 165,0                   | 18-25 ans(2019)                                                   |
| République tchèque | 181,2                   | 168,0                   | 19 ans (2019)                                                     |
| Roumanie           | 177,8                   | 164,7                   | 19 ans (2019)                                                     |
| Royaume-Uni        | 178,2                   | 163,9                   | 19 ans (2019)                                                     |
| Serbie             | 180,0                   | 168,0                   | 18-25 ans (2019)                                                  |
| Slovaquie          | 181,0                   | 167,0                   | 18-25 ans (2019)                                                  |
| Slovénie           | 181,0                   | 167,0                   | 18-25 ans (2019)                                                  |
| Suède              | 180,5                   | 166,7                   | 19 ans (2019)                                                     |
| Suisse             | 178,7                   | 164,3                   | 19 ans (2019)                                                     |
| Ukraine            | 181,0                   | 166,6                   | 19 ans (2019)                                                     |